# ウニオン・アグリーコラ・バルバレンセFC
ウニオン・アグリーコラ・バルバレンセFC (ポルトガル語: União Agrícola Barbarense Futebol Clube) 、通称ウニオン・バルバレンセ (União Barbarense) は、ブラジル・サンパウロ州サンタ・バールバラ・ドエステを本拠地とするサッカークラブである。2016年はカンピオナート・パウリスタ・セリエA2に所属。
1999年に初めてカンピオナート・パウリスタ・セリエA1に昇格。2004年には、カンピオナート・ブラジレイロ・セリエCで優勝し、2005年はカンピオナート・ブラジレイロ・セリエBに参戦した。

## タイトル

### 国内タイトル
- カンピオナート・ブラジレイロ・セリエC : 1回
  - 2004

- カンピオナート・パウリスタ・セリエA2 : 1回
  - 1998

### 国際タイトル
なし

## 過去の成績
- 2005 カンピオナート・ブラジレイロ・セリエB 20位 (降格)

## 歴代監督
- ブレッサン 1995
- セルジオ・ファリアス 2003-2004
- セホーン 2005

## 歴代所属選手
- シコン 1968
- ゼッチ 2001